# Alter jüdischer Friedhof Heddernheim

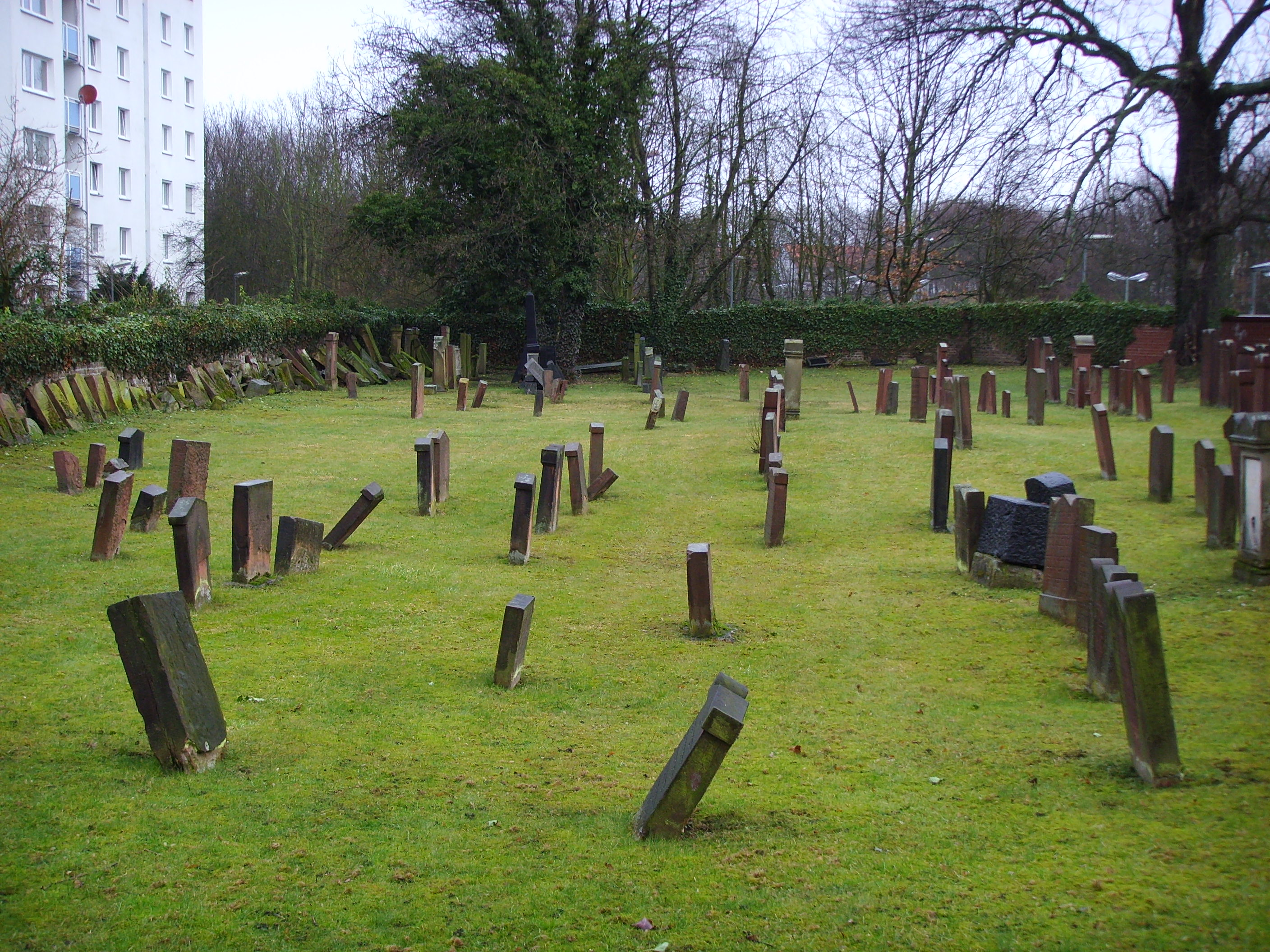
Der jüdische Friedhof …

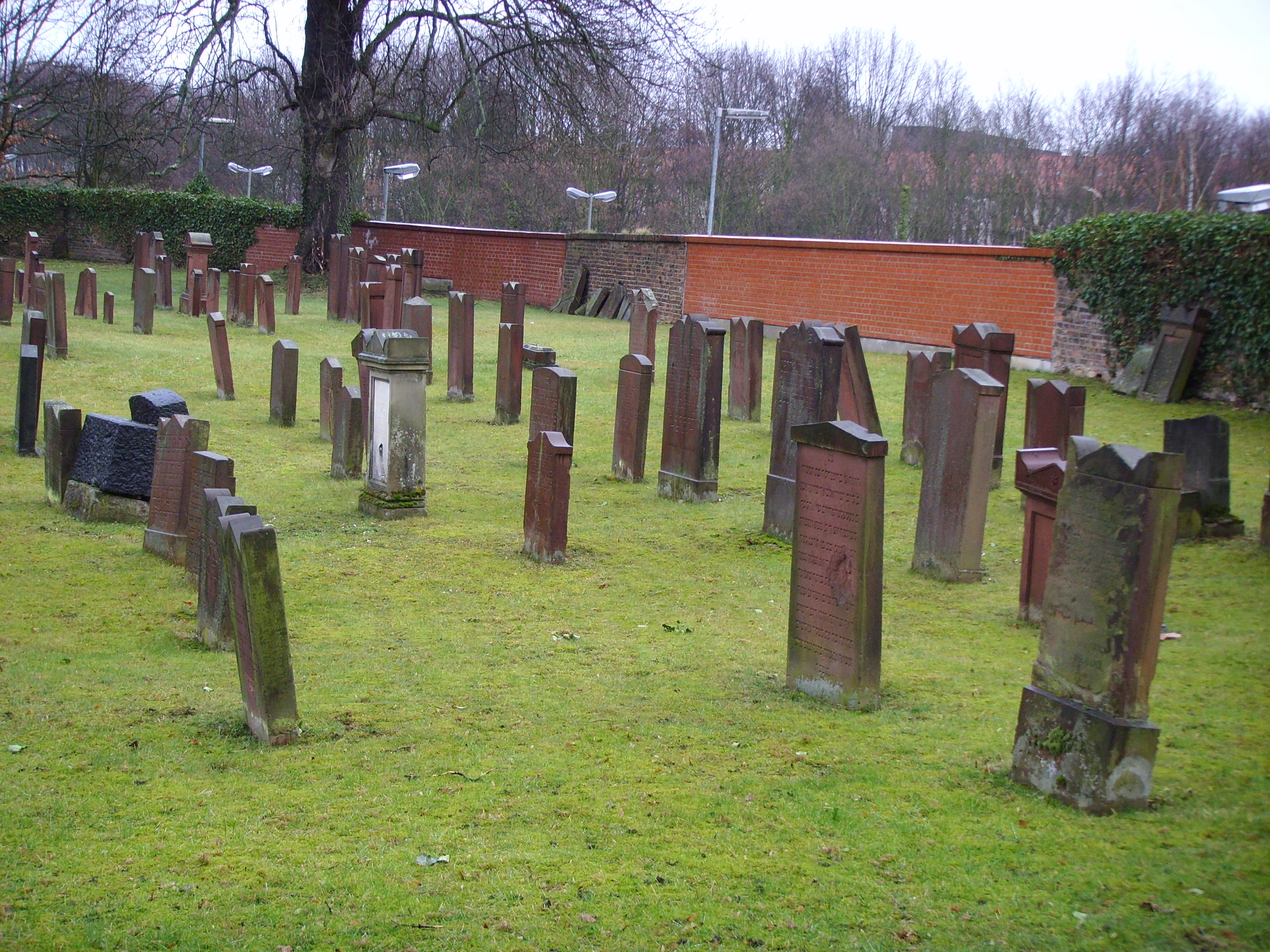
… nahe der U-Bahn-Station Römerstadt

Lage des Jüdischen Friedhofs Heddernheim (Karte von 1865)

Der Alte Jüdische Friedhof Heddernheim ist ein Jüdischer Friedhof in Frankfurt am Main. Die letzte Beisetzung fand 1937 statt.

## Geschichte
Bereits im Mittelalter wurde in Heddernheim eine jüdische Gemeinde nachgewiesen, deren Mitglieder sich vor allem in der parallel zur Nidda verlaufenden „Langgass“ (heute die Straße Alt Heddernheim) ansiedelten. Eine kleine Synagoge (1943 abgerissen) befand sich in der Langgass 33. Bereits 1376 wurde auf dem Grundstück Langgass 9 ein jüdischer Friedhof eingerichtet, der bis Anfang des 19. Jahrhunderts belegt wurde. Nach der Heddernheimer Judenordnung, erlassen vom Erzstift Mainz 1771, sollte der jüdische Friedhof, der sich nun mitten in der Bebauung befand, nach außerhalb verlegt werden, doch hielt die Gemeinde an ihrer historischen Begräbnisstätte fest. Durch die rasch anwachsende jüdische Bevölkerung Heddernheims war der Friedhof 1802 voll belegt. Durch eine Erweiterung zur Nidda hin konnten noch bis 1827 Beisetzungen stattfinden, danach wurden die Verstorbenen auf den jüdischen Friedhöfen von Rödelheim und Niederursel beigesetzt.
Ende der 1830er Jahre wurde von der Gemeinde außerhalb des Dorfes ein neuer Friedhof angelegt. Er befand sich nun an der höchsten Erhebung der Landstraße zwischen Heddernheim und Praunheim, die hier der Elisabethenstraße folgt (heute: In der Römerstadt). Bereits ab 1840 wurden auf dem neuen Friedhof Beisetzungen vorgenommen. Da die jüdische Gemeinde 1843 das Gelände des alten Friedhofs in der Langgass verkaufen musste, weil dort ein Haus errichtet werden sollte, wurden nur die Gebeine zum neuen Friedhof überführt, die bei der Ausschachtung des Hausfundaments geborgen wurden. Sie wurden in einem Gemeinschaftsgrab beigesetzt.
Auch wurden zahlreiche Grabsteine zum neuen Friedhof gebracht und dort an den Außenmauern angelehnt. Bis Mitte des 19. Jahrhunderts entwickelte sich in Heddernheim die größte jüdische Gemeinde im Herzogtum Nassau, wenn auch der Anteil der jüdischen Familien in der zweiten Hälfte des 19. Jahrhunderts stark zurückging. Der jüdische Friedhof wurde mehrfach, zuletzt auf eine Fläche von ca. 1800 m², erweitert. 1875 erhielt der Friedhof eine Umfassungsmauer, deren rote Backsteine aus den nahe gelegenen Ziegeleien stammten. Auf der gegenüber liegenden Straßenseite, der Südseite, wurde 1872 der (christliche) Heddernheimer Friedhof angelegt. Die Grundstücke beider Friedhöfe befinden sich auf dem östlichen Drittel des als „Heidenfeld“ bezeichneten Teils der Überbauung der römischen Munizipalstadt Nida. Auch Tote aus den kleineren jüdischen Vordertaunusgemeinden und Niederursel wurden jetzt in Heddernheim beigesetzt. Die letzte Beerdigung fand 1937 mit „Sessi Salomon geb. Hammel“ statt. 1942 wurde das Grundstück der Stadt Frankfurt am Main übereignet. Der nun ehemalige Friedhof erlitt im Verlauf des Zweiten Weltkriegs erhebliche Schäden an der Friedhofsmauer und an Grabsteinen. Mit dem Bau der Rosa-Luxemburg-Straße Anfang der 1970er Jahre wurde der Friedhof an der Ostseite minimal verkleinert und die Friedhofsmauer versetzt. Der Friedhof ist für das Publikum geschlossen.

## Inventar
Anzahl der Steine: ca. 60 alte Steine an der Mauer (mit Inschrift) und ca. 25 jüngere fremde Steine sowie 20 Steine an anderen Mauerseiten (meist ohne Schrift sowie 1 alter). Vier Reihen mit ca. 30 Steinen stehend linker Hand von ca. 1810 bis ca. 1840, dann Hauptteil in 5 Reihen stehend mit 94 Steinen, schließlich im neuen Teil stehend ca. 45 Steine. Insgesamt: ca. 275 Steine (Quelle: Landesgeschichtliches Informationssystem)